# Консерватизм в Иране
Консерватизм в Иране — национальный вариант консерватизма, отражённый в повестках многих политических организаций, называемых в Иране принципалисты (перс. اصول‌گرایان‎, ром. Osul-Garâyân, букв. последователи принципов или фундаменталисты), также известные как иранские консерваторы и ранее упоминавшиеся как «правые», являются, наряду с реформистами, одним из двух основных политических лагерей в постреволюционном Иране. Термин «сторонники жёсткой линии», который используют в отношении принципалистов некоторые западные источники в иранском политическом контексте, обычно относится к фракциям, хотя они также включает в себя и умеренных (правоцентристов).
Принципалисты выступают в защиту идеологических «принципов» первых дней исламской революции. По словам иранского политика и учёного Хоссейна Мусавяна, «Принципалисты составляют основу правого / консервативного политического движение в Иране. Они более религиозно ориентированы и более тесно связаны с клерикальным истеблишментом из Кума, чем их умеренные и реформистские соперники». В декларации, выпущенной коалицией двух самых влиятельных религиозно-консервативных групп Ирана «Два общества», которая служит «манифестом» принципалистов, основное внимание уделяется преданности исламу и иранской революции, повиновению Верховному руководителю Ирана и преданности принципу «Вилаят аль-факих». Принципалисты отвергает статус-кво на международном уровне, но стремятся сохранить его внутри страны.
Принципалисты доминируют в иранской политике уже более 40 лет, с момента победы Исламской революции в Иране, ликвидации монархии и провозглашения Исламской Республики. Этому способствуют особенности государственного устройства Ирана, при которой главенствующую роль в управлении государством играет исламское духовенство. Так, фактически высшей государственной должностью в Исламской Республике Иран в соответствии с доктриной «Велаят-э-факих» является Высший руководитель Ирана, который избирается Советом экспертов и подотчётен только ему. Высший руководитель Ирана одновременно является главой государства, определяя общую политику страны, и верховным главнокомандующим Вооружёнными силами Ирана, а также назначает людей на ключевые посты в государстве. В то время как президент Ирана, хоть и избирается всеобщим голосованием, лишь второе по значимости должностное лицо в Иране. Президент является гарантом конституции и главой исполнительной власти, но решения по ключевым вопросам принимаются только после одобрения Высшего руководителя.
Основателем принципализма является великий аятолла Рухолла Мусави Хомейни или Имам Хомейни (1902—1989), лидер исламской революции 1979 года, первый Высший руководитель Ирана (1979—1989). Духовным лидером принципалистов является его преемник на посту Высшего руководителя великий аятолла Али Хосейни Хаменеи. Формальным лидером принципалистов считается Председатель Меджлиса Ирана Али Лариджани.
Принципалисты контролировали иранский парламент в течение большей части существования Исламской Республики, но с 1989 года, когда страну возглавил аятолла Али Хаменеи ни один консервативный политик не избирался президентом. Даже 6-й президент Ирана Махмуд Ахмадинежад, при всей своей близости к консерваторам, считается не принципалистом или революционером, а правым популистом. Согласно опросу, проведённому Iranian Students Polling Agency (ISPA) в апреле 2017 года, лишь 15 % иранцев идентифицируют себя как склоняющихся к принципализму. Для сравнения, 28 % считают себя склонными к реформистам.
Принципалисты в настоящее время доминируют в Совете экспертов, а также в неизбирательных институтах, таких как Совет стражей конституции и судебной системе. Элитное военно-политическое формирование Корпус Стражей Исламской революции (КСИР), созданное в 1979 году из военизированных отрядов сторонников аятоллы Хомейни, хотя официально и является частью Вооружённых сил Ирана, фактически служит военизированным крылом принципалистов, находясь под контролем их лидера аятоллы Хаменеи. В частности, частью КСИР является полувоенная организация добровольцев «Басидж», члены которой осуществляют надзор за соблюдением закона и религиозных норм, а также подавляют политическую оппозицию в стране.

## Идеология
Принципалисты самим своим названием подчёркивают приверженность принципам Исламской революции 1979 года и хотят, чтобы власть защищала исламские ценности. Принципы, защищаемые принципалистами, основаны на политико-юридической теории Имама Хомейни, согласно которой политика и религия неразделимы, и только люди, которые верны исламским ценностям, заслуживают управления страной.
Во внешней политике, принципалисты на первое место ставят независимость Ирана от иностранных государств и хотят, чтобы власти в решении международных вопросов придерживались более жёсткого подхода, который по их мнению отвечает принципам Исламской революции.
В экономике принципалисты в основном выступают за сведение к минимуму роли государства в той степени, в которой это указано в Конституции. Они скептически относятся к глобализации экономики, считая, что выгоды от либерализации международной экономики достаются мировым державам.

## Фракции
- Ультраконсерваторы, также известные как неоконсерваторы, состоят из мирян, связанных с Корпусом Стражей исламской революции. Поддерживают исламистское правительство и более агрессивны по отношению к Западу.[28] Их меньше заботят социальные проблемы по сравнению с вопросами безопасности.[19] К неоконсерваторам близок Фронт устойчивости Исламской революции.[19]
- Традиционалисты — влиятельная политическая фракция, которая участвовала в формировании первого революционного правительства и позиционируют себя как наследники Имама Хомейни.[28] Поддерживают исламистское правительство и выступают за клерикальное правление.[5][7][29] Традиционалисты не склонны к компромиссам в социальных вопросах, таких как исламская одежда для женщин и запреты на смешивание полов, но они более открыты для возможного примирения с реформаторами-центристами в других вопросах, хотя и со многими оговорками.[19] С традиционалистами тесно связаны две самые крупные принципалистские партии: Ассоциация воинствующего духовенства и Общество преподавателей семинарии Кума.[19]
- Популисты — по преимуществу представлены сторонниками 6-го президента Ирана Махмуда Ахмадинежада.[5][19]
- Фундаменталисты[30]
- Прагматики[5]

## Результаты выборов

### Президентские выборы
| Год        | Кандидат               | Голоса     | %     | Место            |
| ---------- | ---------------------- | ---------- | ----- | ---------------- |
| 1997       | Али Акбар Натек-Нури   | 7 248 317  | 24,87 | 2-е              |
| 2001       | Ахмад Таваколи         | 4 387 112  | 15,58 | 2-е              |
| 2005/1     | Махмуд Ахмадинежад     | 5 711 696  | 19,43 | 2-е              |
| 2005/1     | Мохаммад-Багер Галибаф | 4 095 827  | 13,93 | 4-е              |
| 2005/1     | Али Лариджани          | 1 713 810  | 5,83  | 5-е              |
| Общий итог | Общий итог             | 11 521 333 | 39,19 | Выход во 2-й тур |
| 2005/2     | Махмуд Ахмадинежад     | 17 284 782 | 61,69 | Победа           |
| 2009       | Махмуд Ахмадинежад     | 24 527 516 | 62,63 | 1-е              |
| 2009       | Мохсен Резайи          | 678 240    | 1,73  | 3-е              |
| Общий итог | Общий итог             | 25 205 756 | 64,36 | Победа           |
| 2013       | Мохаммад-Багер Галибаф | 6 077 292  | 16,56 | 2-е              |
| 2013       | Саид Джалили           | 4 168 946  | 11,36 | 3-е              |
| 2013       | Мохсен Резайи          | 3 884 412  | 10,58 | 4-е              |
| 2013       | Али Акбар Велаяти      | 2 268 753  | 6,18  | 6-е              |
| Общий итог | Общий итог             | 16 399 403 | 44,68 | Проигрыш         |
| 2017       | Ибрагим Раиси          | 15 835 794 | 38,28 | 2-е              |
| 2017       | Мостафа Мирсалим       | 478 267    | 1,16  | 3-е              |
| Общий итог | Общий итог             | 16 314 061 | 39,44 | Проигрыш         |
| 2021       | Ибрагим Раиси          | 18 021 945 | 72,35 | 1-е              |
| 2021       | Мохсен Резайи          | 3 440 835  | 13,81 | 2-е              |
| Общий итог | Общий итог             | 21 462 780 | 86,16 | Победа           |
| 2024/1     | Саид Джалили           | 9 473 298  | 40,38 | 2-е              |
| 2024/1     | Мохаммад-Багер Галибаф | 3 363 340  | 14,34 | 3-е              |
| 2024/1     | Мостафа Пурмохаммади   | 206 397    | 0,88  | 4-е              |
| Общий итог | Общий итог             | 13 043 035 | 55,60 | Выход во 2-й тур |
| 2024/2     | Саид Джалили           | 13 538 179 | 45,24 | 2-е              |

## Партии и организации
| - Ассоциация воинствующего духовенства - Общество преподавателей семинарии Кума - Исламская коалиционная партия - Общество приверженцев Исламской Революции - Исламское общество инженеров - Исламская ассоциация врачей Ирана - Исламское общество студентов | - Общество «Зейнаб» - Исламское общество спортсменов - Исламское общество работников - Партия развития и справедливости исламского Ирана - Общество искателей пути Исламской революции - Ассоциация сторонников Исламской революции - «Федаины ислама» | - «Ансар-е Хезболлах» - Фронт устойчивости Исламской революции - Исламский Иранский фронт сопротивления - Прогрессивный и справедливый народ исламского Ирана - Партия современных мыслителей исламского Ирана - YEKTA Front - «Зелёная партия» - Партия вершин свободомыслия |

### Коалиции и альянсы
| - «Два общества» (неофициальный) - Фронт последователей Имама Хомейни и духовного лидера - Координационный совет сил Исламской революции (2000) - Фронт трансформационистских принципалистов (2005) - Народный фронт сил Исламской революции (2016) - Союз строителей исламского Ирана (2003, 2004) - Коалиция независимых волонтёров Ирана - Коалиция приятного аромата службы (2006) | - Широкая коалиция принципалистов (2008) - Объединённый фронт принципалистов (2008, 2012) - Коалиция «Голос нации» (2012) - Сторонники дискурса справедливости Исламской революции (2012) - Фронт исламской бдительности и пробуждения (2012) - Фронт монотеизма и справедливости - сторонники правительства (2012, 2016) - Великая коалиция принципалистов (2016) - Список служения (2017) |

## Медиа
- «Кайхан[англ.]» (перс. کيهان‎, англ. The Cosmos) — одна из важнейших и самая консервативная в Иране ежедневная газета.[31][32] Регулярно выходит с 1943 года. Есть англоязычная печатная версия — Kayhan International. В интернете представлены три версии газеты: на персидском, английском и арабском языках. Главный редактор — Хоссейн Шариатмадари, одновременно являющийся официальным представителем Верховного руководителя Ирана.
- «Ресалят[англ.]» (перс. رسالت‎, англ. Resalat; букв. «Пророчество») — консервативная ежедневная газета. Поддерживает Хаменеи и Ахмадинежада.
- «Ватан-е-Эмрооз[англ.]» (перс. وطن امروز‎, англ. Vatan-e Emrooz; букв. «Родина сегодня») — полноцветная ежедневная газета на персидском языке, которой руководит Мехрдад Базрпаш (союзник бывшего президента Махмуда Ахмадинежада и бывший руководитель отделения организации «Басидж» в Технологическом университете имени Шарифа).
- «Абрар[англ.]» (англ. Abrar; букв. «Самаритяне») — консервативная ежедневная газета на персидском языке, публикуемая в Тегеране.
- «Яласарат[англ.]» (араб. یا لثارات الحسین (ع)‎, англ. Yalasarat al-Hussein (AS); букв. «Те, кто хочет отомстить за кровь Хусейна, мир ему») — консервативная еженедельная газета и новостной сайт на персидском языке, официальное СМИ крайне правой исламистской военизированной организации «Ансар-е Хезболлах[англ.]».
- «Partow-e Sokhan[англ.]» (перс. پرتو سخن‎, англ. Radiation of Speech; букв. «Излучение речи») — консервативная еженедельная газета на персидском языке, издаваемая Институтом образовательных исследований имама Хомейни в Куме.
- «Rajanews[англ.]» (перс. پایگاه اطلاع‌رسانی رجا‎, англ. Rajanews) — консервативный новостной сайт, тесно связанный с Фронтом устойчивости Исламской революции.